# Парадокс брехуна
Парадо́кс брехуна́ — відомий логічний парадокс, який полягає у неможливості визначення правдивості чи хибності твердження у межах мови, якою це твердження викладено.
Парадокс можна сформулювати так: хтось стверджує: я завжди брешу. Якщо спробувати визначити, чи він бреше чи говорить правду, ми неминуче дойдемо до суперечності. Якщо бреше, то твердження я завжди брешу істинне, отже він не збрехав. Якщо ж він говорить правду, це означає, що він бреше, бо так говорить його твердження.
Парадокс брехуна можна скоротити до одної або двох фраз. При скороченні до 1 фрази парадокс брехуна виглядає ось так:
Людина говорить: «Я брешу»
Відомий також у формі, коли говорять двоє людей:
- Платон: «Наступне висловлювання Сократа буде хибним».
- Сократ: «Те, що сказав Платон, істинне».

## Історія
У 6-му столітті до н. е. критський філософ-поет Епіменід нібито ствердив: Усі критяни — брехуни.
Парадокс Епіменіда часто вважається еквівалентним «Парадоксу брехуна», але вони відрізняються. Парадокс брехуна — твердження, яке не може бути істинним або хибним, тоді як твердження Епіменіда є брехнею, якщо існує принаймні один критянин, який іноді говорить правду.
Імовірно, Епіменід зовсім не розглядав свої слова як різновид парадоксу брехуна, і вони стали тлумачитися так набагато пізніше. Найстаріша відома версія парадоксу брехуна приписується іншому грецькому філософу Евбулідові з Мілета, який жив у 4-му столітті до н. е. Евбулід ствердив: Чоловік говорить, що він бреше — це правда чи брехня?

## Приклад
Приклад критянина Епіменіда: «Всі критяни — брехуни», — заявляє критянин. Якщо він говорить правду й він критянин, то він, щонайменше, один критянин, що говорить правду. Якщо він говорить неправду, тобто не всі критяни брехуни, а хтось говорить правду, то знову виходить парадокс.
Цей приклад загалом не можна віднести до парадоксу «Брехуна». Головний принцип «твердження не може бути істинним або хибним» не притримується. Твердження Епіменіда є хибним, якщо існує принаймні один критянин, який іноді говорить правду.

## У культурі
У грі Portal 2 ГЛаДОС намагається вимкнути Вітлі, сказавши йому «Це твердження хибне».